# Ziua națională a României
Ziua națională a României este actualmente cea de 1 decembrie, data la care în 1918 Marea Adunare Națională de la Alba Iulia a hotărât Unirea Transilvaniei, Banatului, Crișanei și Maramureșului cu Regatul Român.

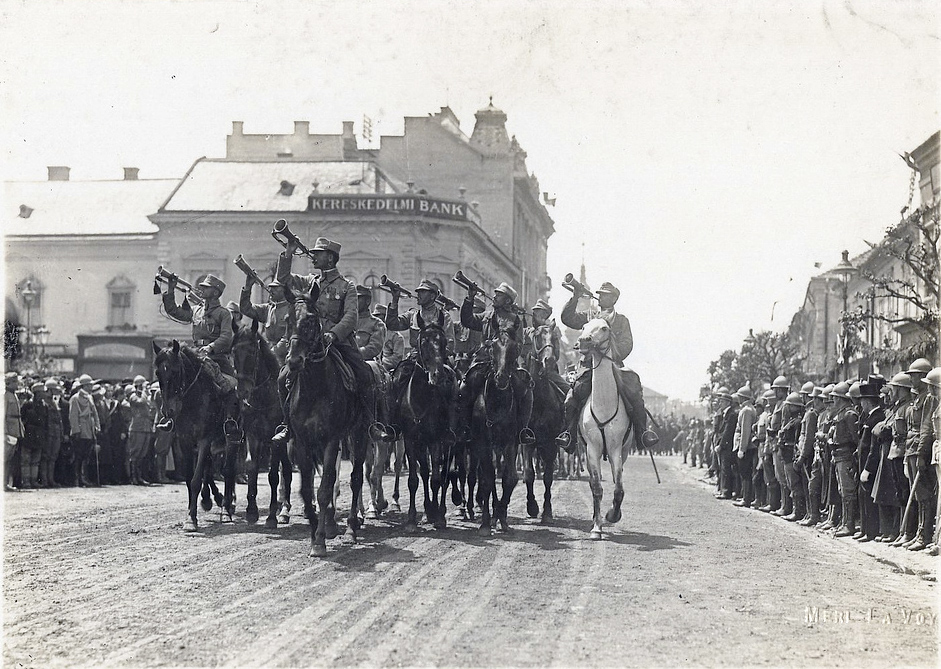
Intrarea Regimentului 16 Dorobanți „Fălticeni“ în Cluj, 1918

În trecut, Ziua națională a variat ca dată și ca denumire: între 1861-1866 se sărbătorea la 24 ianuarie, ziua unirii Principatelor în 1859; între 1869-1916 și 1918-1947, sărbătoarea de 10 Mai reprezenta Ziua Regelui sau a Regalității, legată de încoronarea ca domnitor a lui Carol I în 1866; în comunism, între 1948-1989, sărbătoarea de 23 August comemora ziua  răsturnării guvernului pro-nazist din 1944. Prin legea nr. 10 din 31 iulie 1990, promulgată de președintele Ion Iliescu și publicată în Monitorul Oficial nr. 95 din 1 august 1990, ziua de 1 decembrie a fost adoptată drept zi națională și sărbătoare publică în România. Această prevedere a fost reluată de Constituția României din 1991, articolul 12, alineatul 2. Opoziția anticomunistă din România a pledat în 1990 pentru adoptarea zilei în care a început Revoluția din 1989 la Timișoara, anume 16 decembrie, drept sărbătoare națională, fapt consemnat în stenogramele dezbaterilor parlamentare.

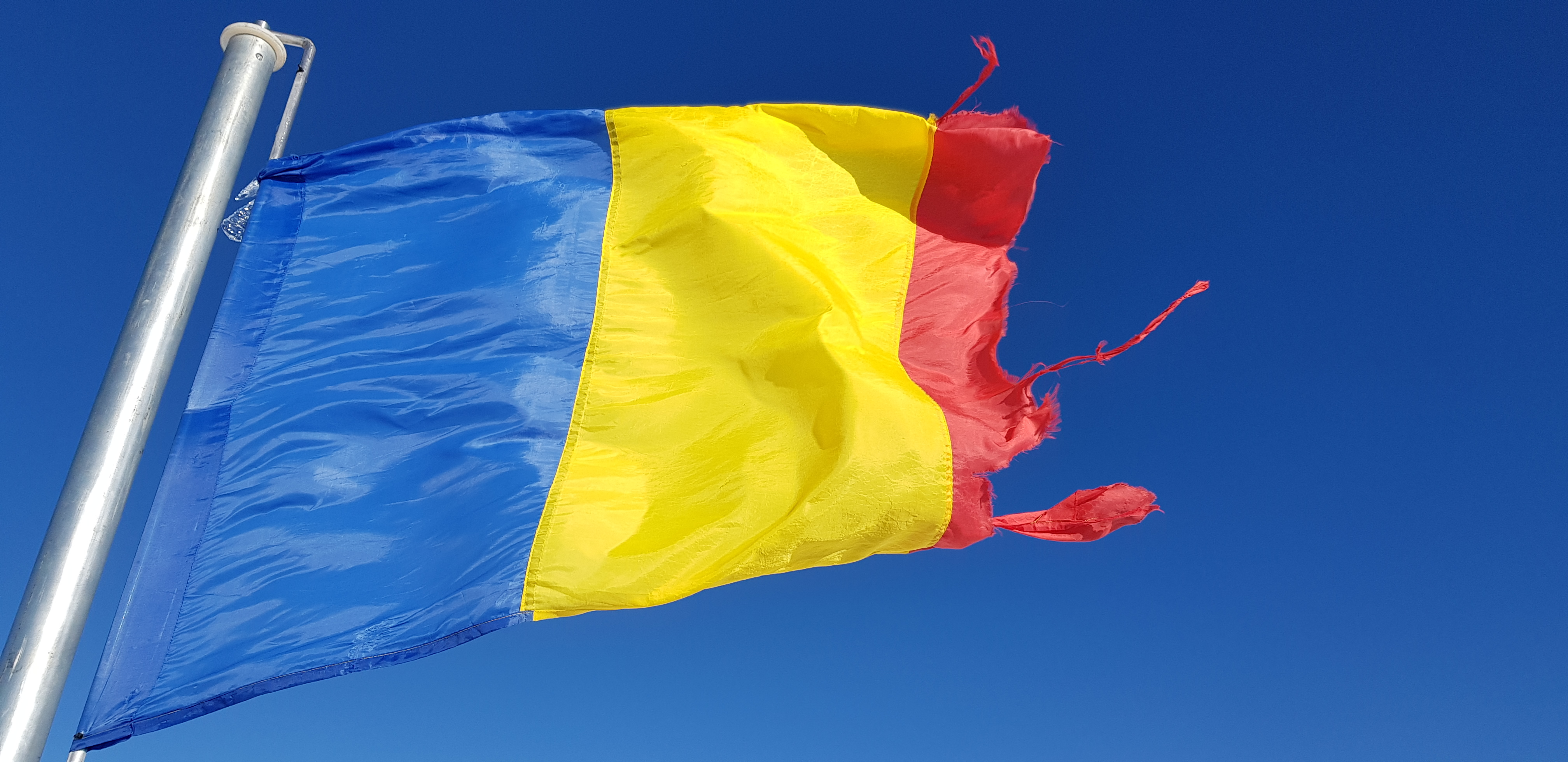
1 decembrie 2018: Drapelul României fluturând de centenar pe cel mai înalt vârf din țară, vârful Moldoveanu.

## Conceptul dezi națională
Noțiunea de zi națională este o „invenție“ recentă, ea neputând preceda apariția noțiunilor de nație/națiune și/sau popor, în modul în care acestea sunt percepute astăzi, noțiuni care au apărut abia în sec. XIX. Trebuie menționat că este necesar a se face distincție între sărbătoarea națională (pot fi mai multe) și ziua națională, în sens modern (care este una singură). Singura sărbătoare națională ce a fost menționată expressis verbis ca fiind Zi Națională a fost data de 1 Decembrie (în 1990). Toate celelalte doar au fost considerate „zile naționale“ prin sugestiile guvernanților și acceptanța publicului (10 Mai, 8 Iunie și 23 August).
Abia în 1897 apare prima reglementare a sărbătorilor: la finele listei cuprinzând 14 zile bisericești erau menționate și cele două zile laice: 24 Ianuarie și 10 Mai. În 1910, guvernul a revenit asupra regimului de zile libere, reducându-le la 11 dar menținând cele două zile laice. În fine, ultima modificare din timpul Regatului adusă regimului zilelor de sărbătoare a fost în 1925, care a mai introdus o zi laică și anume 1 Mai, zi ce a înlocuit „Înălțarea Domnului“ pentru a rămâne tot 11 zile libere. Instituțiile, fiind exceptate de la aceste zile libere, vor avea parte de legiferări specifice, cum ar fi cea din 1942, care le acorda un număr de 25 de zile libere. În afara acestor legiferări în bloc, au existat și decrete sau legi care au instituit individual zile drept sărbători naționale, ce urmau să beneficieze de prevederile legale anterior menționate (parade, zile libere etc.). Cazul Zilei Eroilor este unul special în acest sens, pentru că data a fost special aleasă pentru a se suprapune peste o sărbătoare religioasă, declarată zi liberă (la acea dată).
Codul Muncii actual prevede la Art. 139 un număr de 15 zile nelucrătoare, deopotrivă bisericești și laice: „1 și 2 ianuarie; 24 ianuarie; Vinerea Mare; prima și a doua zi de Paști; 1 mai; 1 iunie; prima și a doua zi de Rusalii; Adormirea Maicii Domnului; 30 noiembrie (Sf. Apostol Andrei); 1 decembrie; prima și a doua zi de Crăciun; două zile pentru fiecare dintre cele 3 sărbători religioase anuale, declarate astfel de cultele religioase legale, altele decât cele creștine, pentru persoanele aparținând acestora.“

## 24 Ianuarie, Ziua Unirii Principatelor Române
Prima atestare documentară a unei sărbători naționale, este anul în 1860, când Kogălniceanu propune aprobării Domnului prima inițiativă în acest sens: „...Subsemnatul are dar onoarea a propune Înălțimii Voastre să binevoiți a încuviința ca în viitor numai 24 Ianuarie să se serbeze în Principatele Unite, ca Sărbătoare Națională, ca ziua care făcându-vă Domnitorul României, v-au încredințat prin însuși această nobilă misie de a realiza marea dorință și trebuință a Națiunii Noastre“. Vodă Cuza a aprobat propunerea la data de 27 decembrie 1860 sv.

Începând deci cu 1861, ziua de 24 ianuarie a început a fi sărbătorită cu mult fast.

După abdicarea lui Cuza, ziua de 24 ianuarie a decăzut în importanță, fiind totuși în continuare sărbătorită, mai ales în Moldova, dar pierzând întâietatea în fața zilei de 10 Mai.

Deși în cursul vremii au existat mai multe încercări de a restabili în mod oficial și data de 24 ianuarie drept sărbătoare națională de prim rang, acest lucru a putut fi realizat abia în 1920.
Ziua Unirii Principatelor Române a fost adoptată ca sărbătoare legală (zi nelucrătoare) în România prin Legea nr. 171/2014.

## 10 Mai, Ziua Independenței României și a Monarhiei

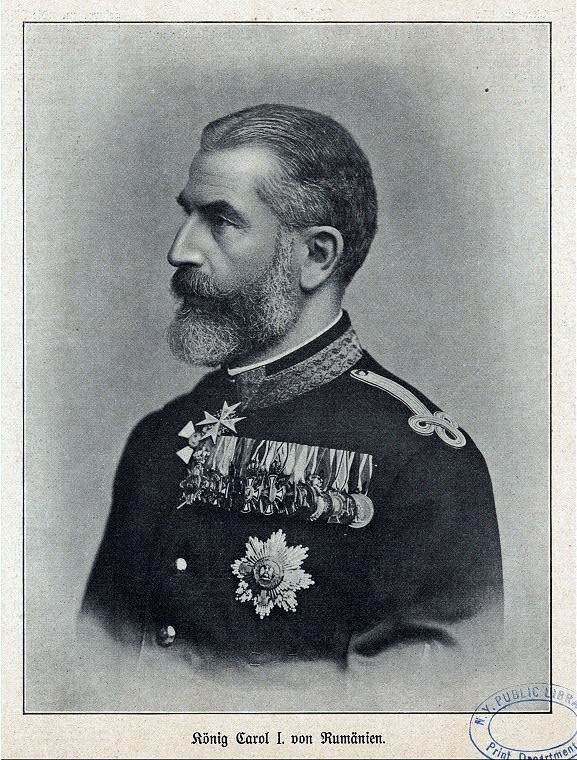
Regele Carol I al României

Desemnat să fie noul Domnitor al Principatelor Române, principele german Carol de Hohenzollern-Sigmaringen (devenit, mai târziu, Regele Carol I al României) a sosit pentru prima dată în București în ziua de 10 Mai 1866. El a fost întâmpinat la Băneasa de o mare mulțime de public și de primarul Bucureștilor, Dimitrie Brătianu (fratele prim-ministrului, Ion C. Brătianu), care i-a oferit, în mod simbolic, cheia orașului. În aceeași zi, principele a depus jurământul ca Domnitor în fața Adunării reprezentative a Principatelor Române Unite.
La data de 10 Mai 1877, a doua zi după declarația de independență votată în ambele Adunări, Domnitorul Carol I a primit închinarea Corpurilor statului, la aniversarea a 11 ani de la sosirea în România, cu care ocazie i s-a oferit, în mod simbolic, o Românie independentă. Peste ani, cele două evenimente au fost contopite într-unul singur, căpătând prin cumularea și a încoronării, o triplă semnificație. Trebuie spus că tripla semnificație nu a fost o coincidență, dimpotrivă data a fost special aleasă pentru a coincide cu aniversările precedente, în cazul de față România urmând să fie promulgată regat la data aniversară a nașterii principelui (8/20 aprilie). Veșnica dispută între liberali și opoziție a devansat această promulgare, ea fiind realizată la data de 14/26 martie, când principele a promulgat legea. Încoronarea însă a trebuit să aștepte, din motiv de doliu (moartea țarului Alexandru al II-lea survenită la data de 1/13 martie 1881, funeraliile având loc la data de 15/27), principele refuzând să se încoroneze imediat după intrarea în vigoare a legii și, prin urmare, data aleasă a fost aceea de 10 mai s.v. la dorința viitorului rege.
Deși numele de România (Rumania, Roumanie etc.) a fost folosit în mediile diplomatice dar mai ales jurnalistice și înainte de recunoașterea internațională a independenței României (vezi de exemplu L’exposition universelle de 1867 illustrée, unde este prezentat standul României; vezi Convențiile semnate cu Austro-Ungaria și Imperiul Țarist; vezi Expoziția universală de la Viena din 1873, de exemplu standul României aici), până atunci denumirea oficială a României fiind diversă, însă majoritar cunoscută drept Principatele dunărene (vezi, pentru britanici, Hansard; vezi, pentru francezi, Histoire diplomatique de l’Europe), abia după Congresul de la Berlin numele de România a putut fi impus și în diplomație.
La data de 14/26 martie 1881, camerele reunite ale Parlamentului au votat transformarea țării din Principat în Regatul României. Pentru a marca evenimentul, ziua regalității, sărbătorită pe 10 Mai 1881, a fost una din cele mai spectaculoase serbări din istoria României. Prima atestare documentară a zilei de 10 mai drept sărbătoare națională este în anul 1869.
Începând din 2021, s-a legiferat ca ziua de 10 mai să fie sărbătorită în fiecare an ca Ziua Independenței Naționale a României, zi de sărbătoare națională, lucrătoare.

## 8 Iunie, Ziua Restaurației
Începând din 1931, a început a fi celebrată, cu mult fast, și sărbătoarea națională a Restaurației (legiferată abia din 1932). Acesta era de fapt momentul din 8 iunie 1930, când Carol al II-lea revenise în țară și care era descris ca o renaștere a României. Dintr-o falsă modestie, în calendare, ziua de 8 Iunie era trecută mai întâi drept Ziua Tineretului, abia apoi menționată și ca Ziua Restaurației. Serbările oficiale durând, de regulă, trei zile, Ziua Restaurației a întrecut în însemnătate Ziua Regalității.

## 23 August, ziua națională sub regimul comunist

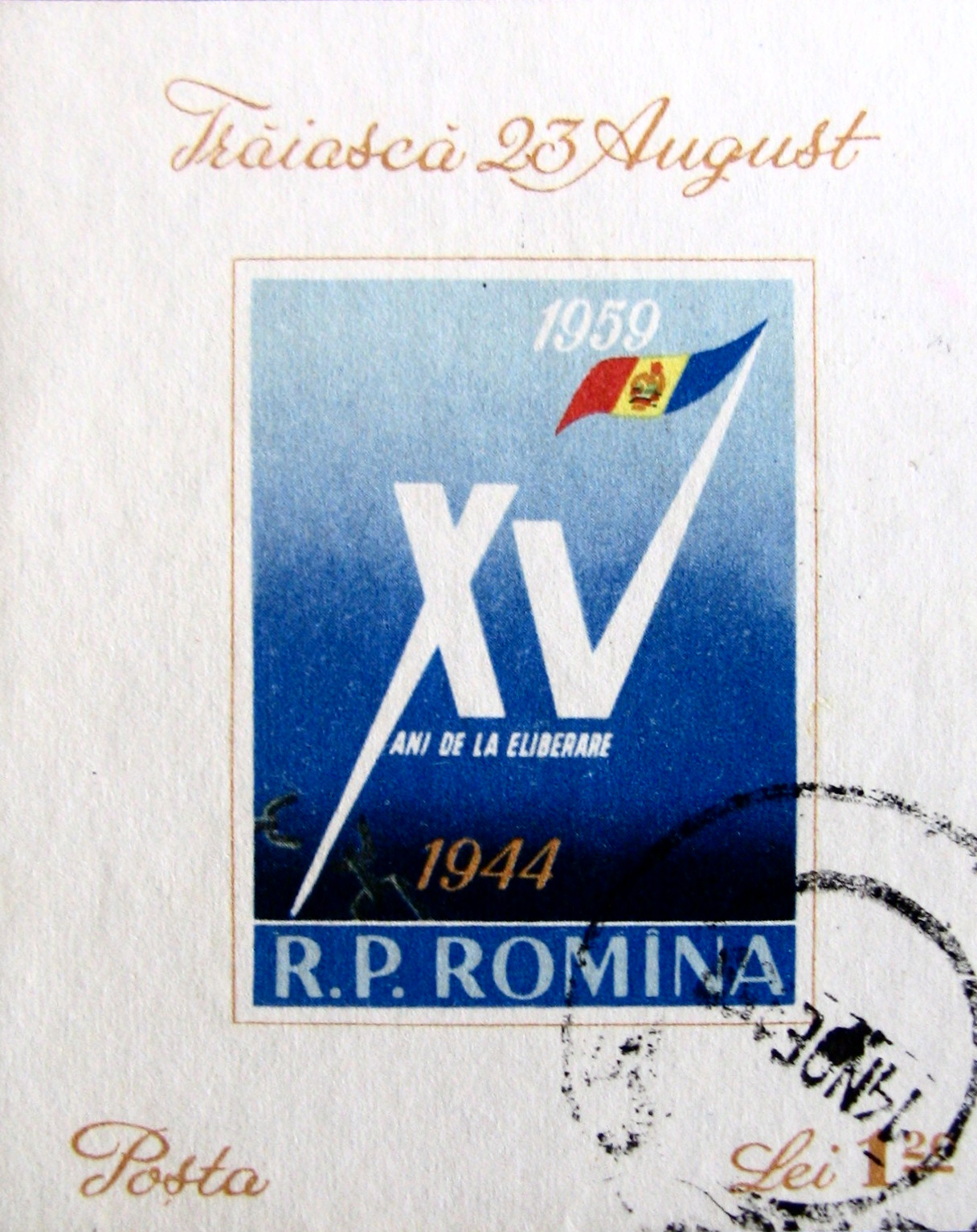
Emisiune poștală
„15 ani de la Eliberare”

După abdicarea forțată a Regelui Mihai I, la data de 30 decembrie 1947, ziua de 10 Mai, ca amintind de monarhie, nu mai putea juca rolul unei sărbători naționale în noua republică populară, proclamată prin fraudă parlamentară chiar în aceeași seară. Astfel, o nouă zi de sărbătoare națională a fost instaurată prin Hotărârea nr. 908 din 18 august 1949 privind declararea zilei de 23 August ca sărbătoare națională.
Prin această Hotărâre de Guvern, actul regal de la 23 August 1944  a fost „confiscat” de propaganda comunistă, ca ziua „Marii Insurecții Armate Antifasciste și Antiimperialiste”.
Datorită acestui fals istoric, ziua de 23 August a putut fi sărbătorită ca Zi Națională pe toată durata regimului comunist (până în 1989), fiind amplu exploatată propagandistic și „devalorizată” de către acesta.

## 1 Decembrie, Ziua Unirii
După unirea Transilvaniei cu România, și ziua de 1 Decembrie a devenit o zi de sărbătoare națională, fiind sărbătorită mai ales în Transilvania. Nefigurând însă printre sărbătorile naționale legalizate oficial, ziua de 1 Decembrie a căzut în uitare.
În anul 1990, după revoluția anticomunistă din anul 1989, parlamentul dominat de FSN a refuzat propunerea venită din partea opoziției, de a adopta data declanșării revoluției la Timișoara, ziua de 16 decembrie, drept sărbătoare națională a României. Pe fondul confruntărilor interetnice de la Târgu Mureș din martie 1990 și a mineriadei din 13-15 iunie 1990, Parlamentul României a adoptat la 31 iulie 1990 legea nr. 10 din 1990, prin care a fost abrogată Hotărârea Consiliului de Miniștri nr. 903 din 18 august 1949 privind declararea zilei de 23 August ca sărbătoare națională și a proclamat în locul ei ziua de 1 decembrie drept sărbătoare națională. Legea 10 din 1990 nu precizează semnificația sau motivul alegerii zilei de 1 decembrie drept zi națională a României.
Legea adoptată în 1990 de parlamentul dominat de FSN și promulgată de Ion Iliescu a avut în vedere pe de o parte combaterea simpatiilor legate de tradiția monarhică a României, cu sărbătoarea națională istorică pe 10 mai, dar și contracararea solicitării opoziției anticomuniste, de adoptare a zilei de 16 decembrie drept sărbătoare națională.  
Alegerea zilei de 1 Decembrie, deși neexplicit, a făcut trimitere la Unirea Transilvaniei, Banatului, Crișanei și Maramureșului cu România în 1918, respectiv la Proclamația de la Alba Iulia, care a avut loc la 1 decembrie 1918. Alegerea acestei zile ca sărbătoare națională a României a fost văzută drept un afront adus minorității maghiare din România, pentru care ziua de 1 decembrie a însemnat o pierdere politică.
Prima zi națională de 1 decembrie, ale cărei festivități centrale s-au desfășurat în 1990 la Alba Iulia, a fost marcată de polarizare politică, discursul lui Corneliu Coposu, liderul de atunci  a obiectivei anticomuniste, fiind întrerupt în mai multe rânduri de huiduieli. Petre Roman, prim-ministrul de atunci, s-a arătat încântat de întreruperea repetată a discursului liderului opoziției, ceea ce l-a făcut pe președintele Ion Iliescu să-i dea un semn cu mâna pentru ca să înceteze, gest filmat și difuzat pe larg de mass media.
Istoricul Neagu Djuvara a arătat într-un interviu acordat TVR, în anul 2011, că alegerea zilei de 1 decembrie de către regimul Iliescu a fost una conjuncturală, explicând că la 1 decembrie 1918 a avut loc doar Unirea Transilvaniei și a Banatului cu România, pe când celelalte provincii istorice, respectiv Basarabia și Bucovina, au fost unite la date diferite.